# Cot Lampoih
Cot Lampoih är en kulle i Indonesien.   Den ligger i provinsen Aceh, i den västra delen av landet, 1 800 km nordväst om huvudstaden Jakarta. Toppen på Cot Lampoih är 88 meter över havet.
Terrängen runt Cot Lampoih är kuperad åt nordost, men åt sydväst är den platt. Havet är nära Cot Lampoih åt nordväst.Runt Cot Lampoih är det tätbefolkat, med 257 invånare per kvadratkilometer. Närmaste större samhälle är Banda Aceh, 12,0 km väster om Cot Lampoih. Omgivningarna runt Cot Lampoih är en mosaik av jordbruksmark och naturlig växtlighet.